# Шепард, Сара
Сара Шепард (англ. Sara Shepard; родилась 8 апреля 1977 года в Филадельфии, Пенсильвания, США) — американская писательница. Известна благодаря сериям бестселлеров «Милые обманщицы» и «Игра в ложь», которые были адаптированы в телесериалы каналом ABC Family (ныне Freeform).

## Личная жизнь
Шепард выросла с сестрой по имени Элисон. Она окончила среднюю школу Даунингтауна в Даунингтауне, штат Пенсильвания, в 1995 году. Она посещала Нью-Йоркский университет, который окончила в BS степени, в 1999 году перешла в МИД из Бруклинского колледжа в 2004 году. С 2000 по 2005 год Шепард работала в Time, Inc. Custom Publishing и выпускал журналы о стиле жизни для корпоративных клиентов. Она начала писать в качестве фрилансера в 2002 году и писать свои собственные книги в 2005 году.
Проживает в Питтсбурге, штат Пенсильвания.

## Телевизионные шоу
Серии книг Шепард «Милые обманщицы» и «Игра в ложь» были адаптированы в телесериалы компанией ABC Family (ныне Freeform). Серия романов «Милые обманщицы» «частично основана на её опыте детства в графстве Честер». Съёмки телесериала «Милые обманщицы» длились семь сезонов. Актрисы Троян Беллисарио, Эшли Бенсон, Шей Митчелл и Люси Хейл играют главных героинь Спенсер Гастингс, Ханна Марин, Эмили Филдс и Ария Монтгомери. Шепард сыграла эпизодическую роль в двух эпизодах шоу: «Праздничное похмелье» в качестве заменяющего учителя и «Я — хорошая девочка, хорошая» в роли репортёра новостей.
Премьера сериала «Игра в ложь» состоялась 15 августа 2011 года на канале ABC Family. Как и предыдущий сериал, «Игра в ложь» также была слабо основана на серии книг. Каналу потребовалось много времени, чтобы решить, следует ли продлевать «Игру в ложь» после 2-го сезона, а контракты актёров истекли в апреле 2013 года, и только Александра Чандо подписала новый контракт. Сеть подтвердила отмену The Lying Game в июле 2013 года после того как Чандо объявил об этом в Twitter и Instagram. Чандо снялся в главных ролях двух персонажей Саттон Мерсер и Эмма Беккер.
25 сентября 2017 года было объявлено, что книжный сериал Шепард «Перфекционисты» 2014 года будет адаптирован в телесериал под названием «Милые обманщицы: Перфекционистки», который станет продолжением телесериала «Милые обманщицы» на Freeform. Саша Питерс и Джанел Пэрриш подтвердили, что они повторят свои оригинальные роли «Милых обманщиц» в роли Элисон ДиЛаурентис и Моны Вандервал. В сериале представлены персонажи из сериала «Перфекционистки», которых сыграли актёры София Карсон, Сидней Парк, Эли Браун и Келли Резерфорд в роли Авы Джалали, Кейтлин Мартелл-Льюис, Дилана Райт и Клэр Хотчкисс соответственно. Сериал отменяется по прошествии одного сезона. 29 сентября 2017 года было объявлено, что книга Шепарда «Наследницы» 2014 года будет адаптирована в телесериал для ABC с Шей Митчелл в главной роли Коррин Сэйбрук. По состоянию на 2018 год в сети Наследницы не продвинулись.
В мае 2019 года было объявлено, что Шепард продюсирует веб-сериал Crown Lake, который дебютировал на Brat 20 июня 2019 года. Шепард создала серию подкастов под названием Cruise Ship, которая была выпущена Meet Cute 6 июля 2021 года.

## Фильмография

### Роли
| Год  | Заголовок       | Роль              | Примечания                        |
| ---- | --------------- | ----------------- | --------------------------------- |
| 2010 | Милые обманщицы | мисс Шепард       | Эпизод: «The Homecoming Hangover» |
| 2015 | Милые обманщицы | репортёр новостей | Эпизод: «I’m a Good Girl, I Am»   |

### Прочее
| Год       | Заголовок        | Роль                  | Примечания      |
| --------- | ---------------- | --------------------- | --------------- |
| 2019—2022 | Краун-Лейк       | Сценарист / продюсер  | Веб-сериал      |
| 2021—2022 | Переулок памяти  | Соавтор / сценарист   | Серия подкастов |
| 2021      | Круизный корабль | Создатель / сценарист | Серия подкастов |